# Players Championship Finals
De Players Championship Finals is een dartstoernooi georganiseerd door de PDC. Sinds 2016 mogen de beste 64 spelers van de PDC Players Championship Order of Merit meedoen aan dit toernooi. Voorheen bestond de opzet van dit toernooi uit de 32 beste darters. Met zeven gewonnen edities van dit toernooi is de Nederlander Michael van Gerwen recordhouder van het aantal gewonnen titels. 
Het toernooi werd voor het eerst aangekondigd op het 'PDC Awards Dinner' in januari 2008. Het toernooi werd voorheen jaarlijks eind januari gehouden, maar sinds de editie van 2011 wordt het rond eind november en begin december gehouden van vrijdag tot zondag. De Players Championship Finals was gehuisvest in de Circus Tavern in Purfleet, de locatie van de eerste 14 PDC World Championships. Tijdens de derde editie werd het toernooi gehouden in de Doncaster Dome. Het toernooi wordt vanaf 2012 gehouden in het Butlin's Minehead Resort te Minehead.

## Finales
| Jaar | Winnaar                     | Legs    | Runner-up                   | Sponsors        | Prijzenpot  | Winnaar     | Runner-up  | Plaats                             |
| ---- | --------------------------- | ------- | --------------------------- | --------------- | ----------- | ----------- | ---------- | ---------------------------------- |
| 2009 | Phil Taylor (98.04)         | 16 – 9  | Robert Thornton (88.52)     | coral.co.uk     | £ 200.000,- | £ 50.000,-  | £ 25.000,- | Circus Tavern, Purfleet            |
| 2010 | Paul Nicholson (92.75)      | 13 – 11 | Mervyn King (89.74)         | totesport.com   | £ 250.000,- | £ 60.000,-  | £ 24.000,- | Circus Tavern, Purfleet            |
| 2011 | Phil Taylor (97.01)         | 13 – 12 | Gary Anderson (96.31)       | Perform         | £ 250.000,- | £ 60.000,-  | £ 24.000,- | Doncaster Dome, Doncaster          |
| 2011 | Kevin Painter (96.28)       | 13 – 9  | Mark Webster (93.31)        | Cash Converters | £ 250.000,- | £ 60.000,-  | £ 24.000,- | Doncaster Dome, Doncaster          |
| 2012 | Phil Taylor (103.57)        | 13 – 6  | Kim Huybrechts (91.70)      | Cash Converters | £ 250.000,- | £ 60.000,-  | £ 24.000,- | Butlin's Minehead Resort, Minehead |
| 2013 | Michael van Gerwen (102.45) | 11 – 7  | Phil Taylor (102.64)        | Cash Converters | £ 250.000,- | £ 60.000,-  | £ 24.000,- | Butlin's Minehead Resort, Minehead |
| 2014 | Gary Anderson (101.01)      | 11 – 6  | Adrian Lewis (95.37)        | Cash Converters | £ 300.000,- | £ 65.000,-  | £ 35.000,- | Butlin's Minehead Resort, Minehead |
| 2015 | Michael van Gerwen (100.32) | 11 – 6  | Adrian Lewis (89.17)        | Cash Converters | £ 300.000,- | £ 65.000,-  | £ 35.000,- | Butlin's Minehead Resort, Minehead |
| 2016 | Michael van Gerwen (108.34) | 11 – 3  | Dave Chisnall (99.24)       | Cash Converters | £ 400.000,- | £ 75.000,-  | £ 35.000,- | Butlin's Minehead Resort, Minehead |
| 2017 | Michael van Gerwen (105.50) | 11 – 2  | Jonny Clayton (94.64)       | Mr. Green Sport | £ 460.000,- | £ 100.000,- | £ 40.000,- | Butlin's Minehead Resort, Minehead |
| 2018 | Daryl Gurney (95.61)        | 11 – 9  | Michael van Gerwen (100.20) | Ladbrokes       | £ 460.000,- | £ 100.000,- | £ 40.000,- | Butlin's Minehead Resort, Minehead |
| 2019 | Michael van Gerwen (97.92)  | 11 – 9  | Gerwyn Price (96.48)        | Ladbrokes       | £ 500.000,- | £ 100.000,- | £ 50.000,- | Butlin's Minehead Resort, Minehead |
| 2020 | Michael van Gerwen (104.98) | 11 – 10 | Mervyn King (99.78)         | Ladbrokes       | £ 500.000,- | £ 100.000,- | £ 50.000,- | Ricoh Arena, Coventry              |
| 2021 | Peter Wright (95.49)        | 11 – 10 | Ryan Searle (92.10)         | Ladbrokes       | £ 500.000,- | £ 100.000,- | £ 50.000,- | Butlin's Minehead Resort, Minehead |
| 2022 | Michael van Gerwen (99.92)  | 11 – 6  | Rob Cross (100.33)          | Cazoo           | £ 600.000,- | £ 100.000,- | £ 50.000,- | Butlin's Minehead Resort, Minehead |
| 2023 | Luke Humphries (100.75)     | 11 – 9  | Michael van Gerwen (103.19) | Cazoo           | £ 600.000,- | £ 120.000,- | £ 60.000,- | Butlin's Minehead Resort, Minehead |
| 2024 | Luke Humphries (103.69)     | 11 – 7  | Luke Littler (100.08)       | Ladbrokes       | £ 600.000,- | £ 120.000,- | £ 60.000,- | Butlin's Minehead Resort, Minehead |

## Finalisten
| Speler             | Gewonnen | Runner-up |
| ------------------ | -------- | --------- |
| Michael van Gerwen | 7        | 2         |
| Phil Taylor        | 3        | 1         |
| Luke Humphries     | 2        | 0         |
| Gary Anderson      | 1        | 1         |
| Paul Nicholson     | 1        | 0         |
| Kevin Painter      | 1        | 0         |
| Daryl Gurney       | 1        | 0         |
| Peter Wright       | 1        | 0         |
| Adrian Lewis       | 0        | 2         |
| Mervyn King        | 0        | 2         |
| Kim Huybrechts     | 0        | 1         |
| Robert Thornton    | 0        | 1         |
| Dave Chisnall      | 0        | 1         |
| Mark Webster       | 0        | 1         |
| Jonny Clayton      | 0        | 1         |
| Gerwyn Price       | 0        | 1         |
| Ryan Searle        | 0        | 1         |
| Rob Cross          | 0        | 1         |
| Luke Littler       | 0        | 1         |

## 9-darters
Er zijn tijdens de Players Championship Finals vier 9-darters gegooid.
| Speler             | Jaar | Methode                             | Tegenstander   | Resultaat |
| ------------------ | ---- | ----------------------------------- | -------------- | --------- |
| Alan Norris        | 2016 | 3 x T20; 3 x T20; T20, T19, D12     | Michael Smith  | Gewonnen  |
| Michael van Gerwen | 2019 | 3 x T20; 2 x T20, T19; 2 x T20, D12 | Adrian Lewis   | Gewonnen  |
| Michael van Gerwen | 2022 | 2 x T20, T19; 3 x T20; 2 x T20, D12 | Rob Cross      | Gewonnen  |
| Michael van Gerwen | 2023 | 3 x T20; 3 x T20; T20, T19, D12     | Luke Humphries | Verloren  |